# Ildeoc
Ildeoc (o Hildeoc; fl. V secolo) fu re dei Longobardi nella seconda metà del V secolo.

## Biografia
Scarsissime le informazioni su questo sovrano longobardo. Figlio di Leti, la sua ascesa rappresentò l'affermazione della prima dinastia della storia dei Longobardi: quella dei Letingi. Regnò quando il popolo era stanziato in un'area tra il medio corso del Danubio e il Norico, corrispondente alle attuali Boemia, Moravia e Bassa Austria.